# Ludvík Armbruster
Ludvík Armbruster (16. května 1928, Praha – 18. prosince 2021, Praha) byl český katolický kněz, jezuita, vědec a pedagog. Byl profesorem filosofie na Katolické teologické fakultě UK, v letech 2003 až 2010 zde působil ve funkci děkana fakulty. Byl nositelem dvou státních vyznamenání – v roce 2006 mu byl udělen rakouský Čestný kříž za vědu a umění I. třídy za celoživotní přínos v oblasti vědy, za vybudování rakouského oddělení v univerzitní knihovně v Tokiu, péči o rakousko-japonské a rakousko-české vztahy a konečně dne 28. října 2008 získal medaili za zásluhy o stát v oblasti výchovy a školství z rukou českého prezidenta Václava Klause. Byl rakouským státním příslušníkem české národnosti.

## Život
Narodil se v Praze, v letech 1934–1939 navštěvoval pokusnou reformní obecnou školu v Praze-Nuslích, 1939–47 pak Státní reálné gymnázium na Vyšehradě v Praze. Po maturitě vstoupil do české provincie Tovaryšstva Ježíšova. Po dvouletém noviciátě na Velehradě zahájil studium filozofie na Filozoficko-sociologickém institutu jezuitského řádu v Děčíně. V dubnu 1950 byl spolu se všemi řeholníky zatčen a po dvouměsíční internaci v Bohosudově vyhoštěn z republiky jako „nežádoucí osoba“.
Pokračoval ve studiích na papežské Gregoriánské univerzitě v Římě (kde získal licenciát filozofie roku 1952) a po dvouletém studiu japonštiny (Jokosuka, Japonsko) na univerzitě Sophia v Tokiu obhájil doktorát z filosofie. Následovalo čtyřleté studium teologie na Teologické fakultě Sankt Georgen ve Frankfurtu nad Mohanem. Tam byl také v roce 1959 vysvěcen na kněze. Licenciát z teologie získal v roce 1960.
Od roku 1961 žil a působil v Japonsku. Přednášel filozofii na univerzitě Sophia v Tokiu, nejprve jako docent, potom jako „associated professor“ a od roku 1969 jako řádný profesor. Vedle své akademické činnosti vedl v letech 1965–1970 jako regens interdiecézní kněžský seminář v Tokiu a v letech 1975–83 byl ředitelem centrální knihovny univerzity Sophia.
Po roce 1989 se aktivně zapojil do obnovy české jezuitské řeholní provincie a současně i obnovení a rozvoje vysokoškolského studia teologie v Česku. Od roku 2003 stál jako děkan v čele Katolické teologické fakulty UK. Působil jako kněz v kostele sv. Ignáce v Praze.

### Monografie
- Objekt und Transzendenz bei Jaspers. Sein Gegenstandsbegriff und die Möglichkeit der Metaphysik. Innsbruck 1957
- Gijutsuron. (Komentovaný překlad do japonštiny Heideggerovy knihy „Die Technik und die Kehre“. Ve spolupráci s T. Kojima) Tokio, 1965
- Rozhovor Tokijské květy

### Japonské sborníky (výběr)
- Pojem času u pozdního Schellinga, Tradice a tvůrčí činnost, ed. J. Roggendorf, Tokio 1963
- Na hranici mezi transcendencí a imanencí, Kurs filosofie I, ed. S. Yamamoto, Tokio 1973
- Tovaryšstvo Ježíšovo, Dějiny evropské filosofie, ed. K. Ikimatsu, Tokio 1977
- Nietzsche o církevních dějinách, Nietzsche: Jeho propastný mnohostranný svět, ed. J. Watanabe, Tokio 1980
- Zbožnost v kontextu vědecké civilisace, Věda a náboženství, ed. S. Omori, Tokio 1988
- The Role of the Graduate School in Today’s Mass Society, The Future Image of Sophia University, ed. M. Yanase, Tokio 1989 (anglické vydání japonského originálu)
- The Role of Culture in the Technological Society, Technology’s Challenge for Mankind, ed. The Steering committee of the Fukushima International Seminar, Tokio 1990 (anglické vydání japonského originálu)
- Náboženská situace na přelomu století, Vídeň na přelomu 19. století, ed. N. Kimura, Tokio 1990
- Vědomí: člověk pozorovaný zevnitř, Nová antropologie, ed. J. Castaneda, Tokio 1993

### Publikace v časopisech (výběr)
- Jaspers a křesťanství, Sophia, 1958
- Pravda a mýtus, Sophia, 1960
- Dialektika svobody, Sophia 1961
- Rozum a existence v pozdní filosofii Schellingově, Kattoriku Shingaku 1965
- Instituce a utopie, Tetsugaku zasshi 1971
- Hermeneutická existence a dějinná skutečnost, Riso 1974
- Aporie víry v pokrok, Hito to Kokudo 1976
- Radikální zlo podle Kanta, Gendai shiso 1994
- Filosofie a náboženství, Tetsugaku 1995
- Schelling a náboženství, Schelling nempo 1996
- Křesťanská filosofie v asijské perspektivě, Teologické texty 2004

NB. České názvy (kromě posledního titulu) jsou překlady z japonštiny